# Titokzatos folyó (film)
A Titokzatos folyó (eredeti cím: Mystic River) 2003-ban bemutatott amerikai neo-noir filmdráma.
A film rendezője és zeneszerzője Clint Eastwood, aki Robert Lorenz és Judie G. Hoyt oldalán producerként is részt vett a munkálatokban. A forgatókönyvet Brian Helgeland írta, Dennis Lehane azonos című regénye alapján. A főbb szerepekben Sean Penn, Tim Robbins, Kevin Bacon, Laurence Fishburne, Marcia Gay Harden és Laura Linney látható.
A kritikusok kedvezően fogadták a filmet, kiemelve a színészi játékot és a rendezést. A 76. Oscar-gálán legjobb film, legjobb rendező, legjobb férfi főszereplő (Penn), legjobb adaptált forgatókönyv, legjobb női mellékszereplő (Harden) és legjobb férfi mellékszereplő (Robbins) kategóriákban jelölték díjra. Penn és Robbins meg is nyerte azt – az 1959-es Ben-Hur óta a Titokzatos folyó az első film, mely mindkét kategóriában elvitte a díjat.

## Cselekmény
Három tizenéves fiú, Jimmy Markum, Sean Devine és Dave Boyle 1975-ben Boston utcáin játszik. Észrevesznek egy friss, még nedves betonfelületet és elkezdik beleírni nevüket, de egy magát rendőrnek kiadó férfi kérdőre vonja őket a rongálásért, ezután az autójába kényszeríti Dave-t. A férfi és papnak öltözött társa elrabolja, majd négy napon át fogságban tartja és szexuálisan bántalmazza a fiút, mielőtt az megszökne.
Huszonöt évvel később a fiúk felnőttek és továbbra is Bostonban élnek, de eltávolodtak egymástól. A börtönviselt egykori bűnöző, Jimmy vegyesboltot üzemeltet. Sean nyomozó lett a massachusettsi állami rendőrségnél. Dave fizikai munkás és továbbra is kísértik gyermekkori traumái. Jimmy és Dave szomszédok, feleségeiken keresztül családtagok. Jimmy tizenkilenc éves lánya, Katie titokban Brendan Harrisszel randevúzgat, akit Jimmy mélyen megvet. A fiatal pár azt tervezi, együtt Las Vegasba szöknek.
Katie a barátnőivel szórakozni megy és Dave találkozik vele az egyik helyi bárban. Aznap éjjel a lányt meggyikolják és ugyanebben az időben Dave sérült kézfejjel, véres ruhákban állít haza feleségéhez, Celeste-hez. Az őt ápoló asszonynak azt állítja, egy utcai rablóval keveredett ökölharcba és Dave hirtelen felindulásból csúnyán elbánt vele, valószínűleg meg is ölte támadóját. Sean kezd nyomozni Katie gyilkossági ügyében. Terhes felesége, Lauren nem sokkal korábban hagyta el őt.
Társával, Whitey Powers őrmesterrel együtt Sean lehetséges nyomok után kutat, mialatt Jimmy is felhasználja kapcsolatait a tettes megtalálása érdekében. Sean felfedezi, hogy a Katie megöléséhez használt fegyver azonos azzal, mellyel az 1980-as években Szimpla Ray Harris, Katie szerelmének apja rablást követett el. Harris 1989-ben eltűnt, de Brendan szerint azóta is minden hónapban 500 dollárt küld családjának. Brendan azt állítja, nem tudott a fegyverről, de Sean úgy hiszi, az még mindig a fiú családjának házában található. Powers (és Jimmy is) gyanakodni kezd Dave-re is, mert ő a Katie-t utoljára életben látó személyek egyike és ellentmondásos történeteket ad elő sérült kezével kapcsolatban. Dave furcsán kezd el viselkedni, ráijesztve feleségére. Celeste beszámol Jimmynek Dave viselkedéséről, a véres ruhákról a gyilkosság éjjelén és szörnyű gyanújáról is.
Jimmy és társai leitatják Dave-t a helyi bárban. Követik a rosszul lett férfit a bár mögé és az elhagyatott helyen Jimmy elmeséli, hogy évekkel korábban itt ölte meg az őt eláruló és börtönbe juttató Harrist. Megosztja Dave-vel Celeste gyanúit is, miszerint férje ölte meg Katie-t és ultimátumot ad Dave-nek: ha vallomást tesz, megkíméli az életét. Dave bevallja, hogy valóban megölt valakit, de nem Katie-t – egy gyermekmolesztálót vert halálra, amikor rajtakapta őt egy kiskorú prostituálttal az autójában. Jimmy nem hisz neki és késsel fenyegeti. Dave a szabadulás reményében magára vállalja Katie megölését, de Jimmy végez vele és holttestét a Mystic folyóban tünteti el.
Dave megölésével egyidőben Brendan (értesülve apja fegyverének létezéséről) kérdőre vonja öccsét, Ray Jr.-t és annak barátját, John O'Shea-t, Katie megölésével vádolva őket. Összeveri a két fiút és beismerő vallomást próbál kicsikarni belőlük, amikor John megszerzi a fegyvert és rászegezi Brendanra. Mielőtt elsüthetné azt, Sean és Powers a helyszínre érkezik és lefegyverzi Johnt.
Másnap reggel Sean értesíti Jimmyt a két fiú beismerő vallomásáról. Katie megölése ártatlan csínynek indult, Ray fegyverével rá akartak ijeszteni valakire és épp Katie járt arra. John viccből ráfogta a lányra a fegyvert, de az véletlenül elsült. A menekülő Katiet üldözőbe vették és egy hokiütővel összeverték, majd lelőtték, hogy ne derüljön fény az incidensre. Sean Dave hollétéről is érdeklődik Jimmynél, mert őt is ki akarja hallgatni: egy ismert gyermekmolesztáló megölésének ügyében. A zavarodott Jimmy megköszöni lánya gyilkosainak felderítését, de hozzáteszi, a nyomozók lehettek volna kicsivel gyorsabbak is. Sean megkérdezi tőle, hogy Celeste Boyle-nak is küld-e majd havi 500 dollárt.
Sean és felesége kibékül egymással és a férfi először találkozik kislányával, Norával. Jimmy mindent bevall feleségének, Annabethnek. Az őt nyugtatgató asszony szerint azonban Jimmy egy király és a királyok mindig jó döntéseket hoznak. Egy városi felvonuláson Sean észreveszi Jimmyt az ünneplő tömegben és az ujjaiból fegyvert formálva felé mutat, jelezve, hogy mostantól figyelni fogja őt.

## Szereplők
| Szerep            | Színész                    | Magyar hang     |
| ----------------- | -------------------------- | --------------- |
| Jimmy Markum      | Sean Penn (felnőttként)    | Kaszás Attila   |
| Jimmy Markum      | Jason Kelly (gyerekként)   |                 |
| Dave Boyle        | Tim Robbins (felnőttként)  | Rátóti Zoltán   |
| Dave Boyle        | Cameron Bowen (gyerekként) |                 |
| Sean Devine       | Kevin Bacon (felnőttként)  | Rékasi Károly   |
| Sean Devine       | Connor Paolo (gyerekként)  |                 |
| Whitey Powers     | Laurence Fishburne         | Ujlaki Dénes    |
| Celeste Boyle     | Marcia Gay Harden          | Nyakó Júlia     |
| Annabeth Markum   | Laura Linney               | Fehér Anna      |
| Mr. Loonie        | Eli Wallach                | Versényi László |
| Theo              | Kevin Conway               | Tolnai Miklós   |
| Val Savage        | Kevin Chapman              | Szűcs Sándor    |
| Brendan Harris    | Thomas Guiry               | Simonyi Balázs  |
| Katie Markum      | Emmy Rossum                | Ruttkay Laura   |
| "Néma" Ray Harris | Spencer Treat Clark        | nem szólal meg  |
| John O`Shea       | Andrew Mackin              | Molnár Levente  |
| Nick Savage       | Adam Nelson                | Jászai László   |

## Fogadtatás

### Bevételi adatok
A 25 millió dollárból készült film az Amerikai Egyesült Államokban 90 135 191, míg a többi országban 66 460 000 dolláros bevételt ért el. Összbevétele így 156 595 191 dollár lett.

### Fontosabb díjak és jelölések
| Díj                     | Kategória                            | Jelölt(ek)                                                                                   | Eredmény |
| ----------------------- | ------------------------------------ | -------------------------------------------------------------------------------------------- | -------- |
| Oscar-díj               | Legjobb film                         | Robert Lorenz, Judie G. Hoyt és Clint Eastwood                                               | Jelölve  |
| Oscar-díj               | Legjobb rendező                      | Clint Eastwood                                                                               | Jelölve  |
| Oscar-díj               | Legjobb férfi főszereplő             | Sean Penn                                                                                    | Elnyerte |
| Oscar-díj               | Legjobb férfi mellékszereplő         | Tim Robbins                                                                                  | Elnyerte |
| Oscar-díj               | Legjobb női mellékszereplő           | Marcia Gay Harden                                                                            | Jelölve  |
| Oscar-díj               | Legjobb adaptált forgatókönyv        | Brian Helgeland                                                                              | Jelölve  |
| Golden Globe-díj        | Legjobb filmdráma                    | –                                                                                            | Jelölve  |
| Golden Globe-díj        | Legjobb filmrendező                  | Clint Eastwood                                                                               | Jelölve  |
| Golden Globe-díj        | Legjobb forgatókönyv                 | Brian Helgeland                                                                              | Jelölve  |
| Golden Globe-díj        | Legjobb férfi főszereplő (filmdráma) | Sean Penn                                                                                    | Elnyerte |
| Golden Globe-díj        | Legjobb férfi mellékszereplő         | Tim Robbins                                                                                  | Elnyerte |
| Screen Actors Guild-díj | Legjobb férfi főszereplő (mozifilm)  | Sean Penn                                                                                    | Elnyerte |
| Screen Actors Guild-díj | Legjobb férfi mellékszereplő         | Tim Robbins                                                                                  | Elnyerte |
| Screen Actors Guild-díj | Legjobb szereplőgárda (mozifilm)     | - Kevin Bacon, Laurence Fishburne, Marcia Gay Harden, - Laura Linney, Sean Penn, Tim Robbins | Jelölve  |
| BAFTA-díj               | Legjobb férfi főszereplő             | Sean Penn                                                                                    | Jelölve  |
| BAFTA-díj               | Legjobb férfi mellékszereplő         | Tim Robbins                                                                                  | Jelölve  |
| BAFTA-díj               | Legjobb női mellékszereplő           | Laura Linney                                                                                 | Jelölve  |
| BAFTA-díj               | Legjobb adaptált forgatókönyv        | Brian Helgeland                                                                              | Jelölve  |
| César-díj               | Legjobb külföldi film                | –                                                                                            | Elnyerte |

## Fordítás
- Ez a szócikk részben vagy egészben  a   Mystic River (film) című angol Wikipédia-szócikk fordításán alapul.  Az eredeti cikk szerkesztőit annak laptörténete sorolja fel. Ez a jelzés csupán a megfogalmazás eredetét és a szerzői jogokat jelzi, nem szolgál a cikkben szereplő információk forrásmegjelöléseként.